# Liste der Kulturdenkmäler in Wallendorf (Eifel)
In der Liste der Kulturdenkmäler in Wallendorf sind alle Kulturdenkmäler der rheinland-pfälzischen Ortsgemeinde Wallendorf aufgeführt. Grundlage ist die Denkmalliste des Landes Rheinland-Pfalz (Stand: 27. Juni 2022).

## Denkmalzonen
| Bezeichnung            | Lage                       | Baujahr                  | Beschreibung | Bild |
| ---------------------- | -------------------------- | ------------------------ | --- | ---- |
| Denkmalzone Castellweg | Castellweg 14, 15, 16 Lage | 18. und 19. Jahrhunderts | Gruppe dreier hangparallelen Streckhöfe des späten 18. und 19. Jahrhunderts (Nr. 16 Flurküchenhaus, bezeichnet 1791, Nr. 15 Flurküchenhaus, bezeichnet 1810, Mitte des 19. Jahrhunderts erweitert, Nr. 14 bezeichnet 1895) | BW   |

## Einzeldenkmäler
| Bezeichnung                                | Lage                                 | Baujahr                           | Beschreibung | Bild                           |
| ------------------------------------------ | ------------------------------------ | --------------------------------- | --- | ------------------------------ |
| Katholische Pfarrkirche St. Peter und Paul | Bergstraße 2 Lage                    | 1748                              | Saalbau im Stil der Landkirchen von Johannes Seiz, 1748; mit Ausstattung | weitere Bilder Fotos hochladen |
| Wegekreuz                                  | Bergstraße, vor Nr. 3 Lage           | 1724                              | Schaftkreuz, bezeichnet 1724, gusseiserner Korpus jünger | BW                             |
| Hofanlage                                  | Castellweg 15 Lage                   | 1810                              | Streckhof; Flurküchenhaus bezeichnet 1810, Mitte des 19. Jahrhunderts erweitert, Ausstattung erhalten; zwei Schuppen                                                                                      | BW                             |
| Hofanlage                                  | Ourtalstraße 4 Lage                  | Mitte des 19. Jahrhunderts        | Streckhof; Wohnteil mit Kniestock aus der Mitte des 19. Jahrhunderts, Wirtschaftsteil eventuell älter | BW                             |
| Hofanlage                                  | Ourtalstraße 5 Lage                  | 1791                              | Flurküchenhaus, bezeichnet 1791; am Pferdestall spätgotisches Fenster | BW                             |
| Wegekreuz                                  | Ourtalstraße, vor Nr. 10 Lage        | 1607                              | Wegekreuz; Schaft bezeichnet 1607, klassizistische Abdeckung, 1851 | Fotos hochladen                |
| Wegekreuz                                  | Sauertalstraße, bei Nr. 37 Lage      | 1607                              | gedrungenes Schaftkreuz, bezeichnet 1607, Abschluss aus dem 19. Jahrhundert fehlt | Fotos hochladen                |
| Wohnhaus                                   | Sauertalstraße 46 Lage               | erste Hälfte des 19. Jahrhunderts | Wohnhaus mit originaler Ausstattung, erste Hälfte des 19. Jahrhunderts | BW                             |
| Hofanlage                                  | Sauertalstraße 52 Lage               | um 1730/40                        | Hofanlage; Flurküchenhaus, um 1730/40, zwei Ställe und Scheune, erste Hälfte des 19. Jahrhunderts, Brennerei 1852; Kapelle, neugotischer Sandsteinquaderbau, bezeichnet 1929, Schaftkreuz bezeichnet 1607 | BW                             |
| Wegekreuz                                  | Sauertalstraße, Ecke Castellweg Lage | 173[x]                            | Schaftkreuz, bezeichnet 173[x] | BW                             |